# 亞納烏爾區

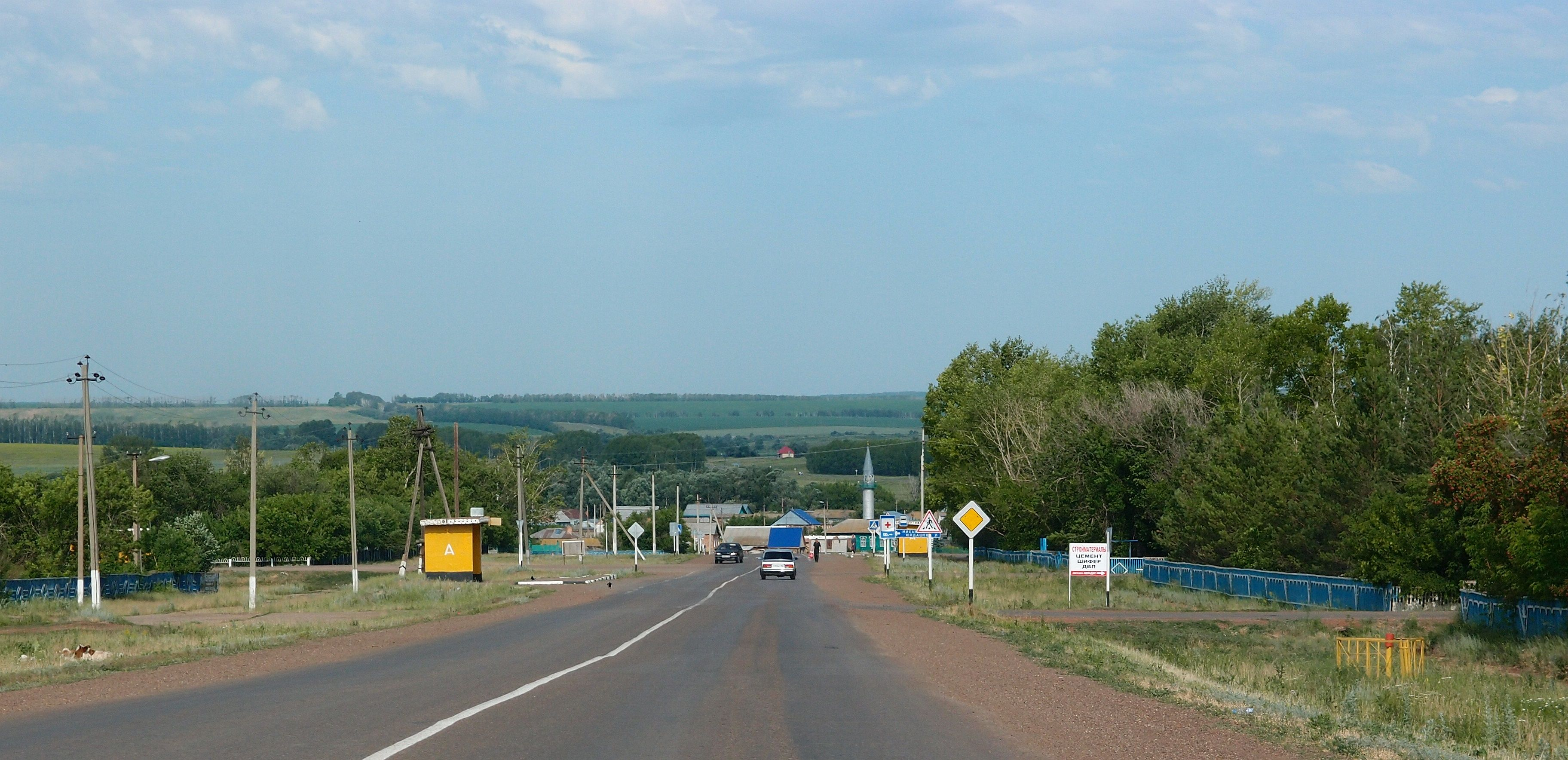

56°16′N 54°56′E / 56.267°N 54.933°E
亞納烏爾區（俄语：Янаульский район），是俄羅斯的一個區，位於該國西南部，由巴什科爾托斯坦共和國負責管轄，始建於1930年8月，面積2,094平方公里，2010年人口21,210，人口密度每平方公里10.13人。